# Thaumatodon
Thaumatodon é um género de gastrópode  da família Endodontidae.
Este género contém nove espécies:
- Thaumatodon corrugata Solem, 1976
- Thaumatodon decemplicata (Mousson, 1873)
- Thaumatodon euaensis Solem, 1976
- Thaumatodon hystricelloides (Mousson, 1865)
- Thaumatodon laddi Solem, 1976
- Thaumatodon multilamellata (Garrett, 1872)
- Thaumatodon spirrhymatum Solem, 1973
- Thaumatodon subdaedalea (Mousson, 1870)
- Thaumatodon vavauensis Solem, 1976